# Ani (Römersiedlung)
Ani (korrekt wahrscheinlich Anisus, Anisa oder Aniso) ist der Name einer römischen Ansiedlung (Raststation [Mansio]?) in der Provinz Noricum, die auf der Tabula Peutingeriana zwischen Vocario und In alpe (Radstädter Tauernpass) verzeichnet ist. Sie wird in Altenmarkt im Pongau lokalisiert. Die Bezeichnung leitet sich wahrscheinlich von Anis[i]us ab, dem lateinischen Namen für den Fluss Enns.